# Municipio de Ashmore
El municipio de Ashmore (en inglés: Ashmore Township) es un municipio ubicado en el condado de Coles en el estado estadounidense de Illinois. En el año 2010 tenía una población de 1364 habitantes y una densidad poblacional de 9,81 personas por km².

## Geografía
El municipio de Ashmore se encuentra ubicado en las coordenadas 39°31′19″N 88°2′23″O / 39.52194, -88.03972. Según la Oficina del Censo de los Estados Unidos, el municipio tiene una superficie total de 139.05 km², de la cual 138,79 km² corresponden a tierra firme y (0,19 %) 0,26 km² es agua.

## Demografía
Según el censo de 2010, había 1364 personas residiendo en el municipio de Ashmore. La densidad de población era de 9,81 hab./km². De los 1364 habitantes, el municipio de Ashmore estaba compuesto por el 98,24 % blancos, el 0,51 % eran afroamericanos, el 0,29 % eran amerindios, el 0,22 % eran asiáticos, el 0,07 % eran de otras razas y el 0,66 % eran de una mezcla de razas. Del total de la población el 0,37 % eran hispanos o latinos de cualquier raza.